# Microsaccus dempoensis
Microsaccus dempoensis är en orkidéart som beskrevs av Johannes Jacobus Smith. Microsaccus dempoensis ingår i släktet Microsaccus och familjen orkidéer. Inga underarter finns listade i Catalogue of Life.